# 지혜 (음악가)
지혜(Jihae)는 대한민국 출신 싱어송라이터, 배우로 미국 뉴욕을 중심으로 활동하고 있다.

## 작품 목록
- 모털 엔진 (2018) - 안나 역

## 음반 목록
- My Heart Is An Elephant (2006)
- Elvis Is Still Alive (2008)
- Fire Burning Rain (2010)
- Illusion of You (2015)